# Chór Kolegiaty Wilanowskiej
Chór Kolegiaty Wilanowskiej – chór od ponad 50 lat związany z kolegiatą wilanowską Św. Anny. Śpiewa w układzie czterogłosowym, w jego skład wchodzi 25 osób. Od 2010 roku dyrygentem jest Natalia Żmychowa. 
W 2005 roku przystąpił do Związku Chórów Kościelnych „Caecilianum”. Chór koncertuje w kraju i za granicą. Nagrał dwie płyty. Jest organizatorem Wieczorów Kolędowych w kościele św. Anny w Wilanowie. Bierze udział w Czerskich Wieczorach Chóralnych oraz w przeglądach chórów kościelnych w bazylice archikatedralnej św. Jana Chrzciciela w Warszawie.

## Repertuar
Chór wykonuje pieśni na wszystkie okresy liturgiczne, m.in. jutrznię bożonarodzeniową, responsoria wielkanocne i na Boże Ciało, śpiewy gregoriańskie. W skład repertuaru wchodzi około 120 pieśni.

## Osiągnięcia
- kwiecień 2008 – inauguracja I Czerskich Wieczorów Chóralnych
- grudzień 2007 – „brązowe pasmo” na Międzynarodowym Festiwalu Pieśni Adwentowych i Bożonarodzeniowych w Bratysławie
- lipiec 2007 – koncert w Bad Berleburgu w Niemczech
- grudzień 2006 – udział w XVI Międzynarodowym Festiwalu Pieśni Adwentowych i Bożonarodzeniowych w Pradze
- październik 2005 – udział w XVII Festiwalu Muzyki Religijnej im. Ks. Stanisława Ormińskiego w Rumi

## Dyrygenci
- 1990–1998 – Tadeusz Zwierzchowski
- 1998–2009 – Andrzej Kocik
- 2010–obecnie – Natalia Żmychowa